# فرسنو دي رايو تايرون
بلدية فرسنو دي رايو تايرون (بالإسبانية: Fresno de Río Tirón)‏, هي إحدى بلديات مقاطعة برغش, التي تقع في منطقة قشتالة وليون, والتي تقع في شمال غرب إسبانيا.
يبلغ عدد سكانها 245 نسمة وفقاً لإحصائية سنة (2002).